# El Forat Negre (Serradell)
El Forat Negre és un avenc del terme de Conca de Dalt, al Pallars Jussà, dins de l'antic terme de Toralla i Serradell, en territori del poble de Serradell.
Està situat al nord-est de Serradell, a prop i al sud de la Cova del Forat Negre, al capdamunt de la partida d'Espluguell, a l'esquerra de la llau de la Font.
Té una sola galeria, entre 3 i 4 metres d'altitud, que en un moment troba una xemeneia de 6. Conforme s'avança, va baixant el sostre fins al punt que esdevé impracticable.